# Duby u rybníka Žid
Skupina památných dubů letních (Quercus robur) se nalézá v blízkosti lesního rybníčku Žid asi 200 m východně od hájenky na východním konci obce Kunčice (směrem k zámku Hrádek) v okrese Hradec Králové.
Na břehu lesního rybníčku Žid a v jeho bezprostřední blízkosti roste skupina dvaceti starých mohutných dubů s obvody kmenů od 250 do 400 cm, výšce od 18 do 25 m a věku kolem 300 let. Památnými stromy byly vyhlášeny v roce 1983 pro svůj vzrůst.

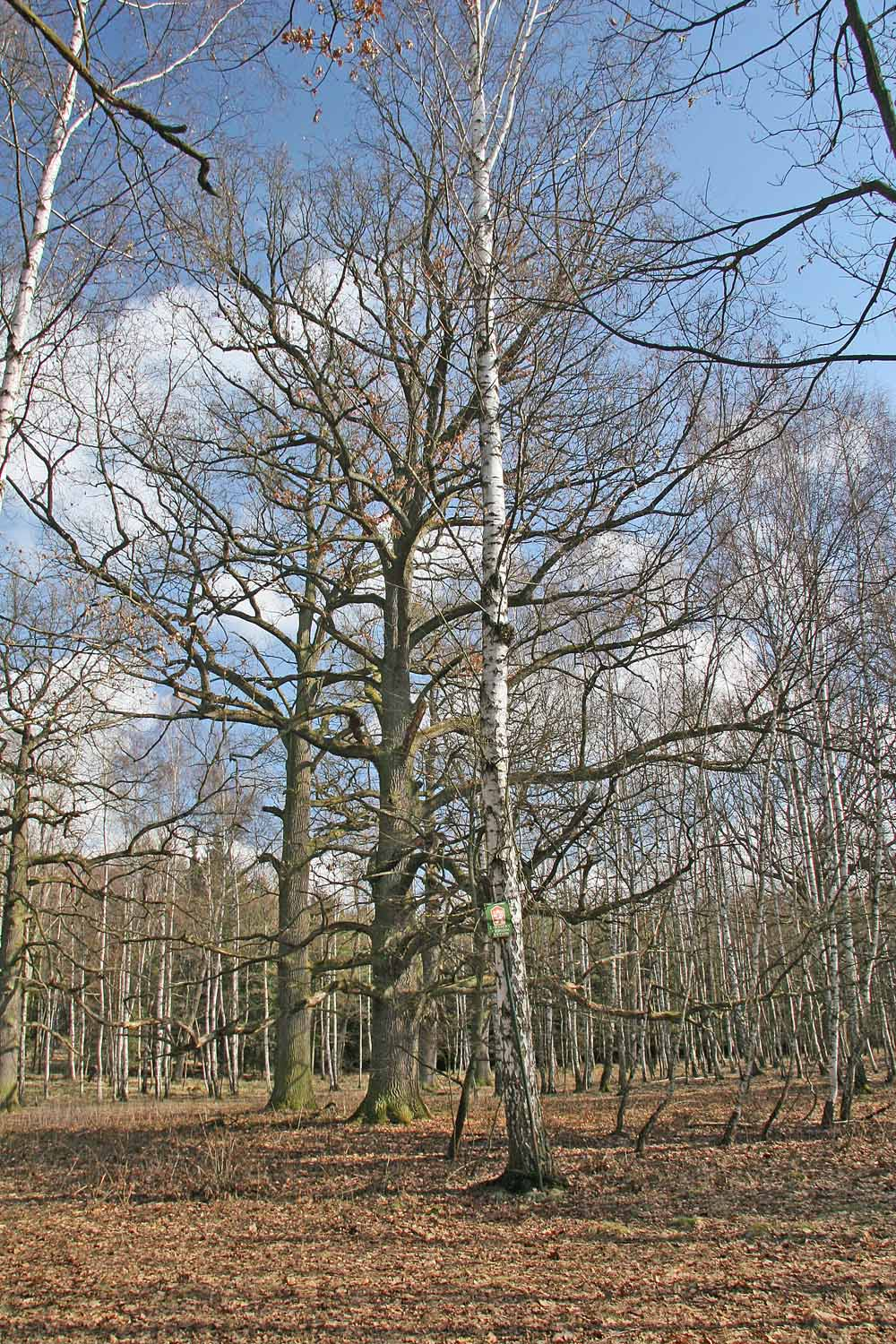
památné duby u rybníka Žid
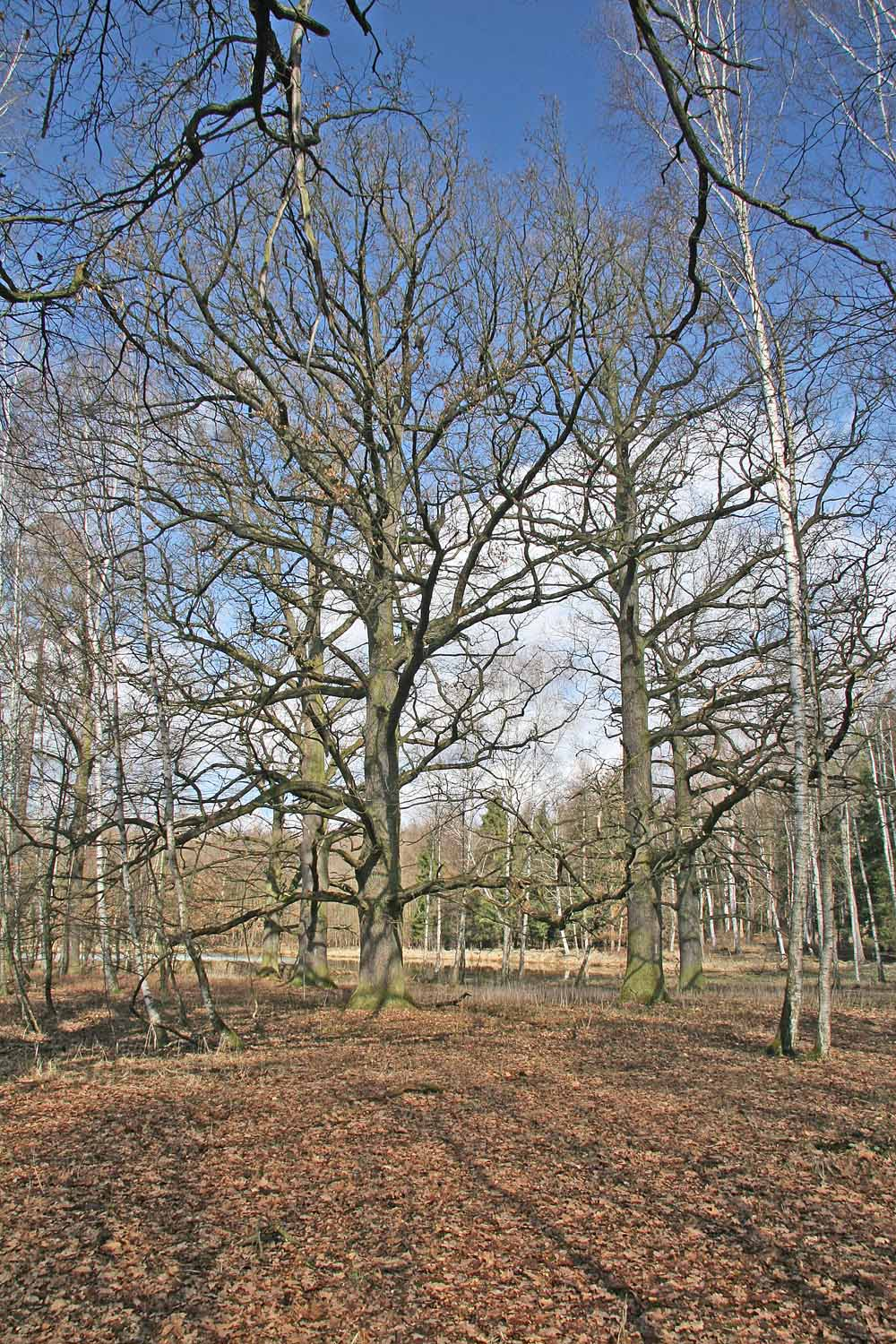
památné duby u rybníka Žid
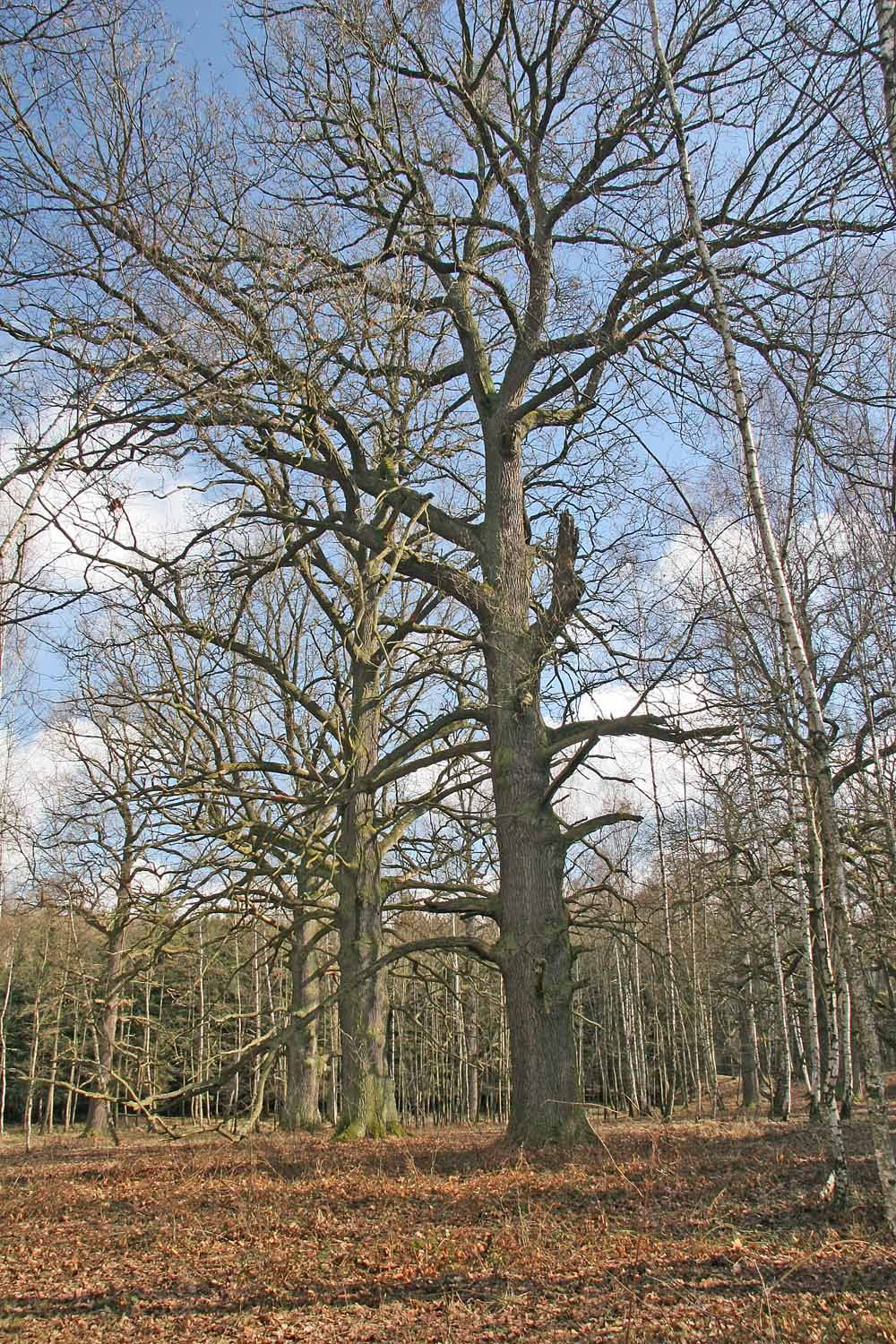
Památné duby letní u rybníčka Žid u Kunčic
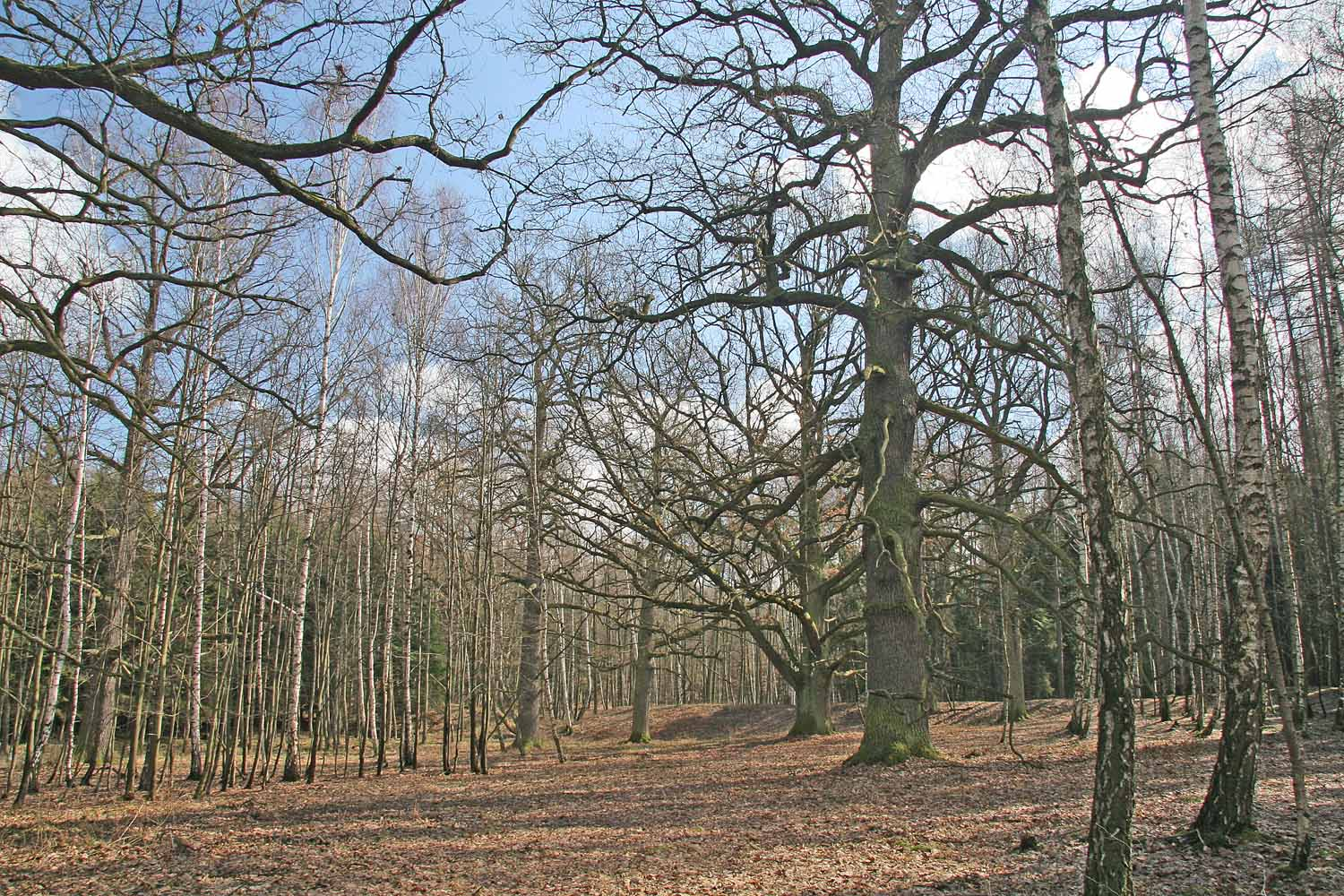
Památné duby letní u rybníčka Žid u Kunčic
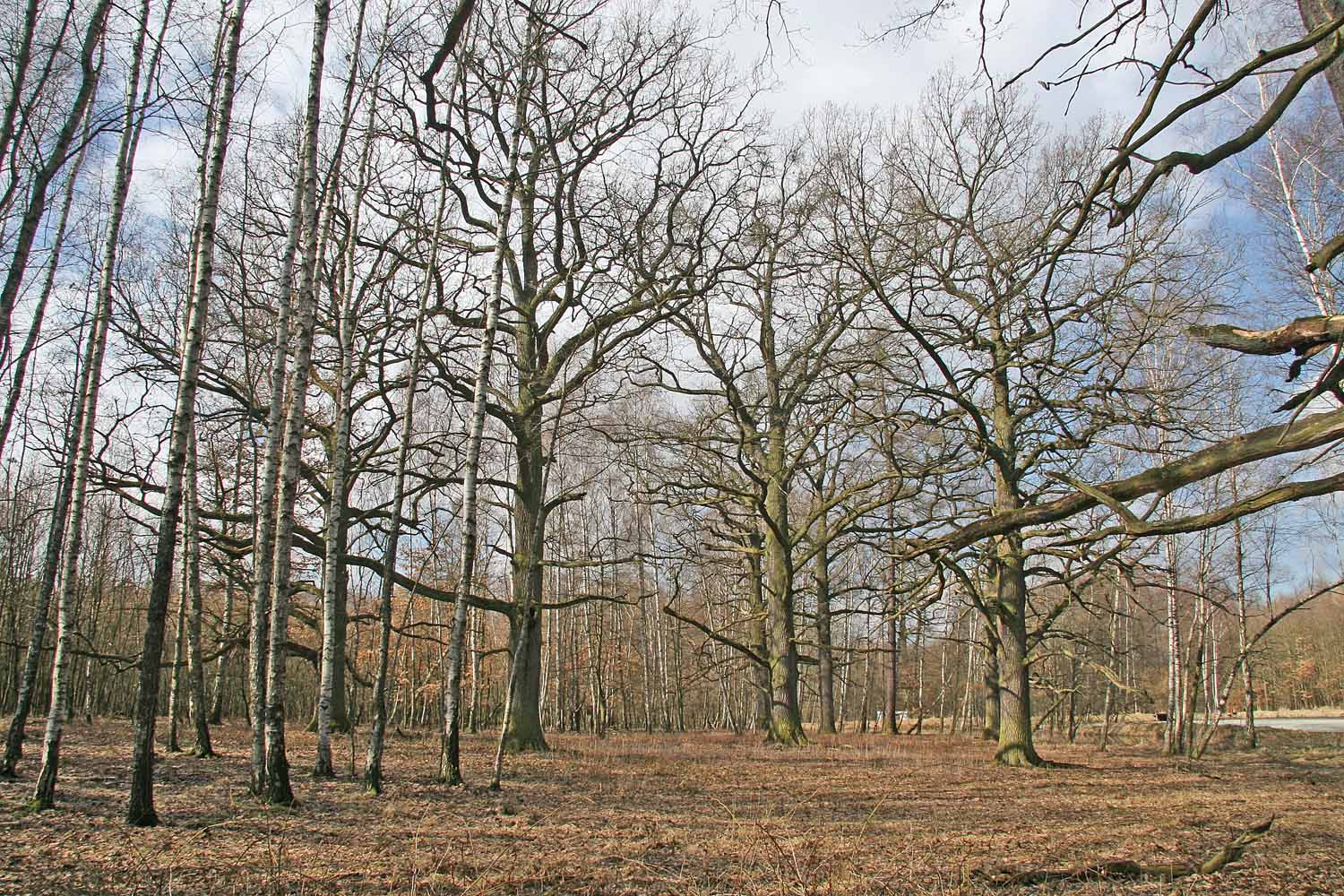
Památné duby letní u rybníčka Žid u Kunčic

## Památné stromy v okolí
- Duby u Stýskalu
- Duby u Kunčic
- Dub u Rokytníka
- Duby v Oboře
- Dub severně od Kunčic